# الله‌آباد ۲
الله‌آباد ۲ یک منطقهٔ مسکونی در ایران است که در بخش نگین کویر واقع شده‌است. براساس سرشماری مرکز آمار ایران در سال ۱۳۹۵، الله‌آباد ۲ ۱۵۷ نفر جمعیت دارد.